# Terno d'Isola
Terno d'Isola är en ort och kommun i provinsen Bergamo i regionen Lombardiet i Italien. Kommunen hade 8 062 invånare (2018).